# Frank William Taussig

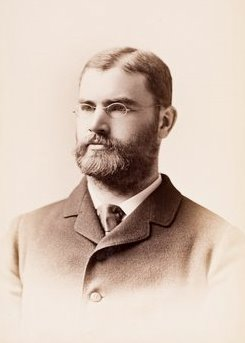
Frank William Taussig, Fotografie der Pach Brothers, 1885–1890

Frank William Taussig (* 28. Dezember 1859 in St. Louis; † 11. November 1940 in Cambridge (Massachusetts)) war ein US-amerikanischer Ökonom.

## Leben und Wirken
Taussig war der Sohn des erfolgreichen Arztes und Geschäftsmanns William Taussig, der aus Prag in die USA eingewandert war. Taussig studierte an der Harvard University (und auch in Berlin), wo er 1879 seinen Abschluss machte und 1883 promoviert wurde. 1886 folgte ein Jura-Abschluss. Von 1892 bis zu seiner Emeritierung 1935 war er Professor für Wirtschaftswissenschaften in Harvard (sein Nachfolger dort war Josef Schumpeter).
Er befasste sich mit internationalem Handel (wobei er auch Jacob Viner beeinflusste, der bei ihm promoviert wurde) und Lohntheorie und war Autor mehrerer damaliger ökonomischer  Standardwerke (wie Principles of Economics 1911).
1904 bis 1905 war er Präsident der American Economic Association. 1917 bis 1919 war er Vorsitzender der 1916 gegründeten United States Tariff Commission (heute United States International Trade Commission), die die Legislative und Exekutive in wirtschaftswissenschaftlichen Fragen beriet. Er war ein enger Wirtschafts-Berater von Woodrow Wilson, der ihn auch 1919 nach Paris als Berater bei Handelsabkommen sandte.
1889 wurde er mit der Aufnahme in die American Academy of Arts and Sciences geehrt. Seit 1929 war er gewähltes Mitglied der American Philosophical Society.
Er war seit 1888 mit Edith Thomas Guild verheiratet, mit der er vier Kinder hatte. Seine Tochter Helen Brooke Taussig war eine bekannte Kardiologin an der Johns Hopkins University. Nach dem Tod seiner ersten Frau 1910 heiratete er Laura Fisher.

## Schriften

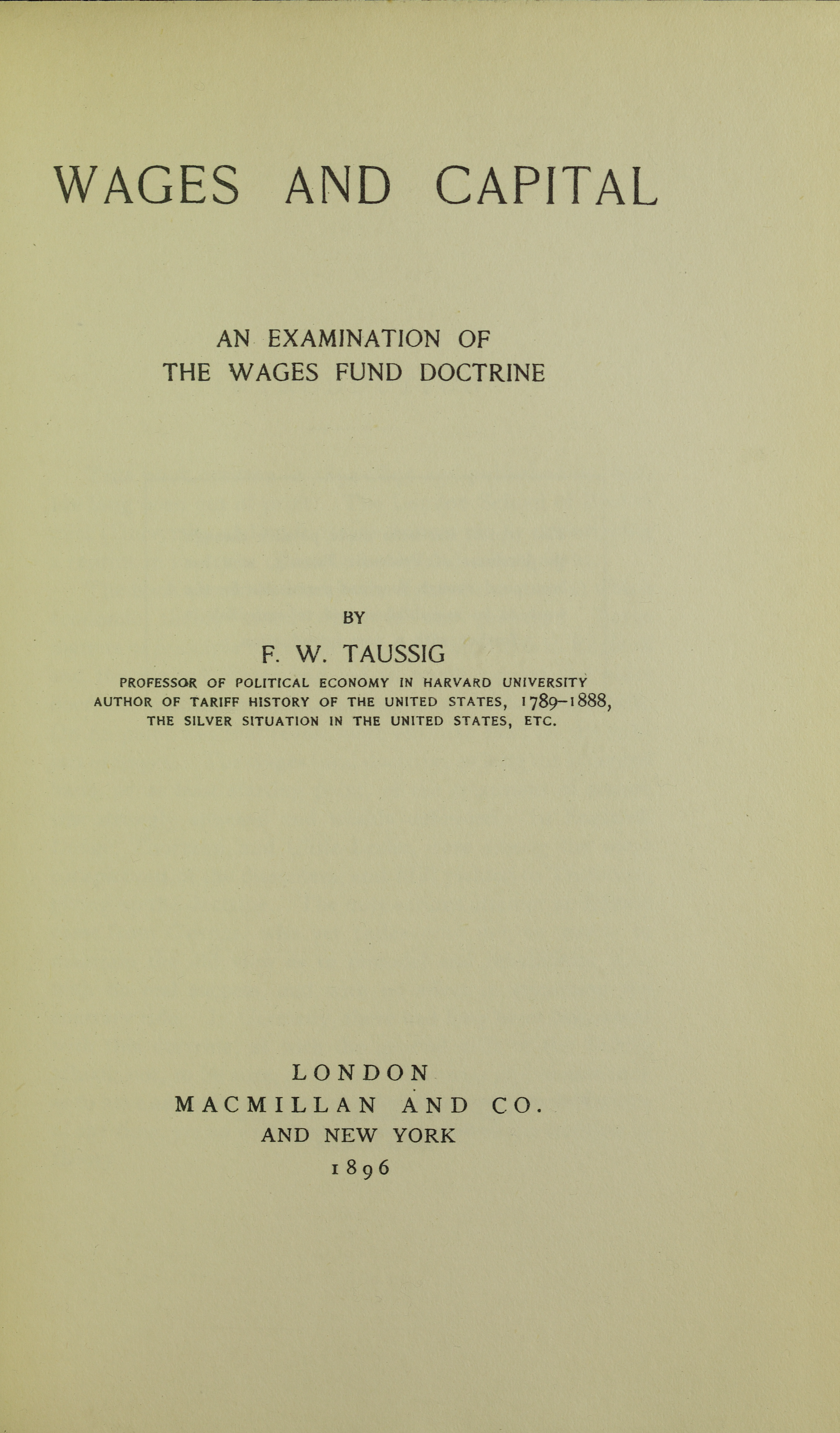
Wages and capital, 1935

- The Tariff History of the United States. 1888, 6. Auflage 1914
- Protection to Young Industries as Applied to the United States. 1883, 2. Auflage 1886
- History of the Present Tariff, 1860–1883. 1885
- The Silver Situation in the United States. 1892, 3. Auflage  1896
- Wages and Capital. 1896
- Principles of Economics. 1911, 2. Auflage 1915
- Some Aspects of the Tariff Question. 1915
- Inventors and Money Makers. 1915 (Vorlesungen an der Brown University)
- Free Trade, the Tariff, and Reciprocity. 1919